# Széll Kálmán tér (Metró Budapest)
Széll Kálmán tér (bis 2011: Moszkva tér) ist eine 1972 eröffnete Station der Linie M2 der Metró Budapest und liegt zwischen den Stationen Batthyány tér und Déli pályaudvar. 
Die Station befindet sich am gleichnamigen Platz (benannt nach Kálmán Széll) im II. Budapester Bezirk.

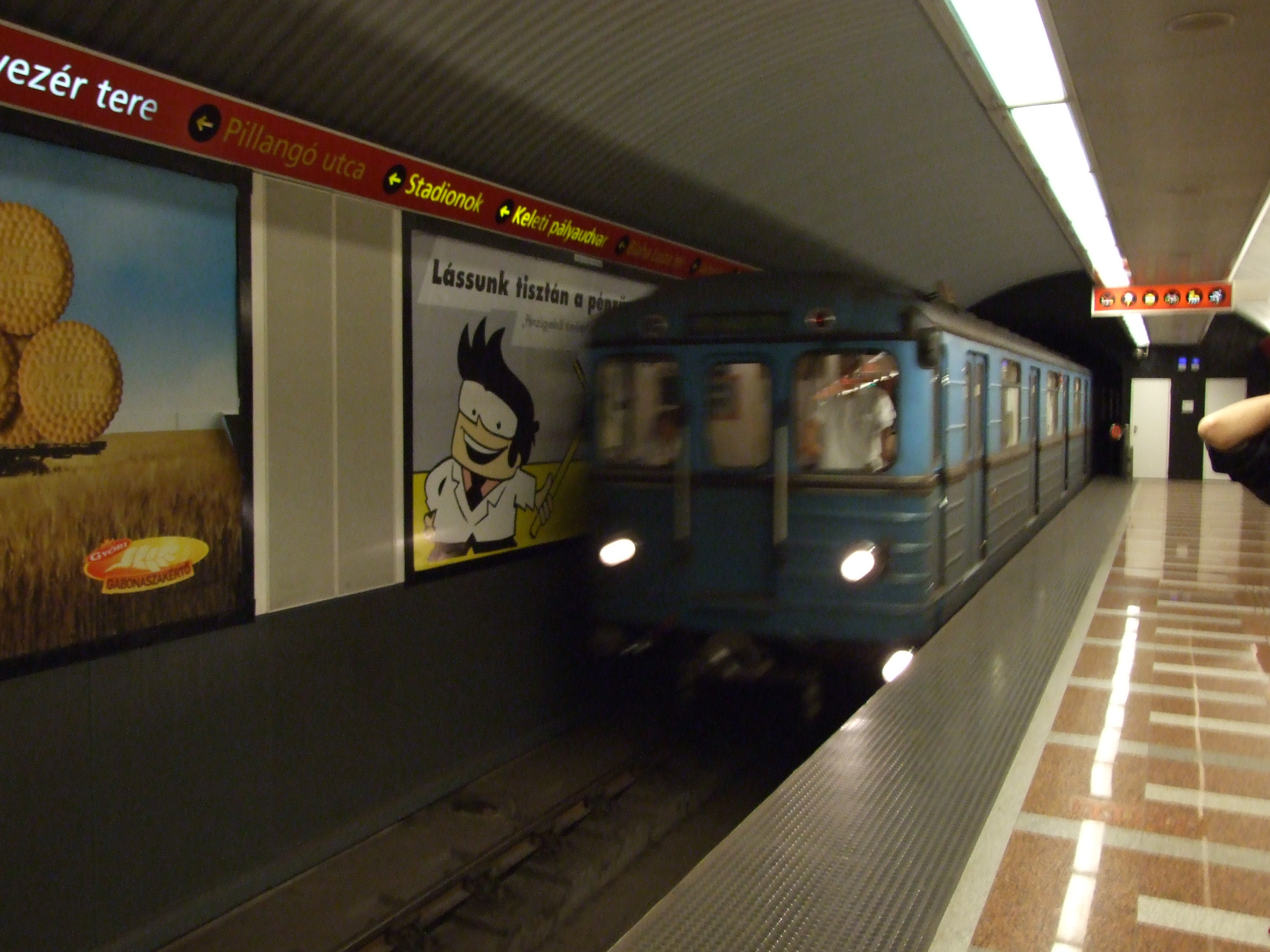
Einfahrender Zug
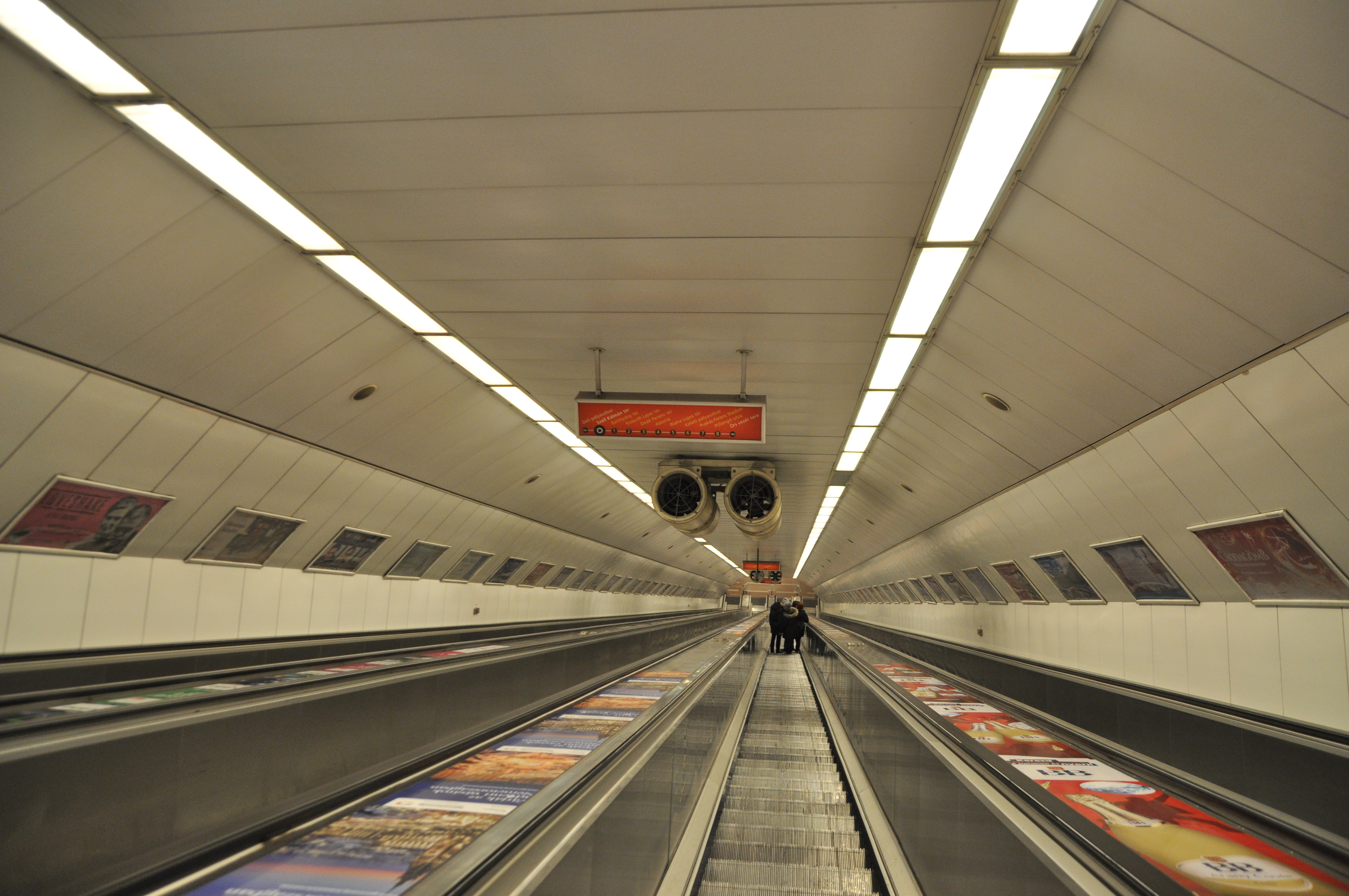
Rolltreppen
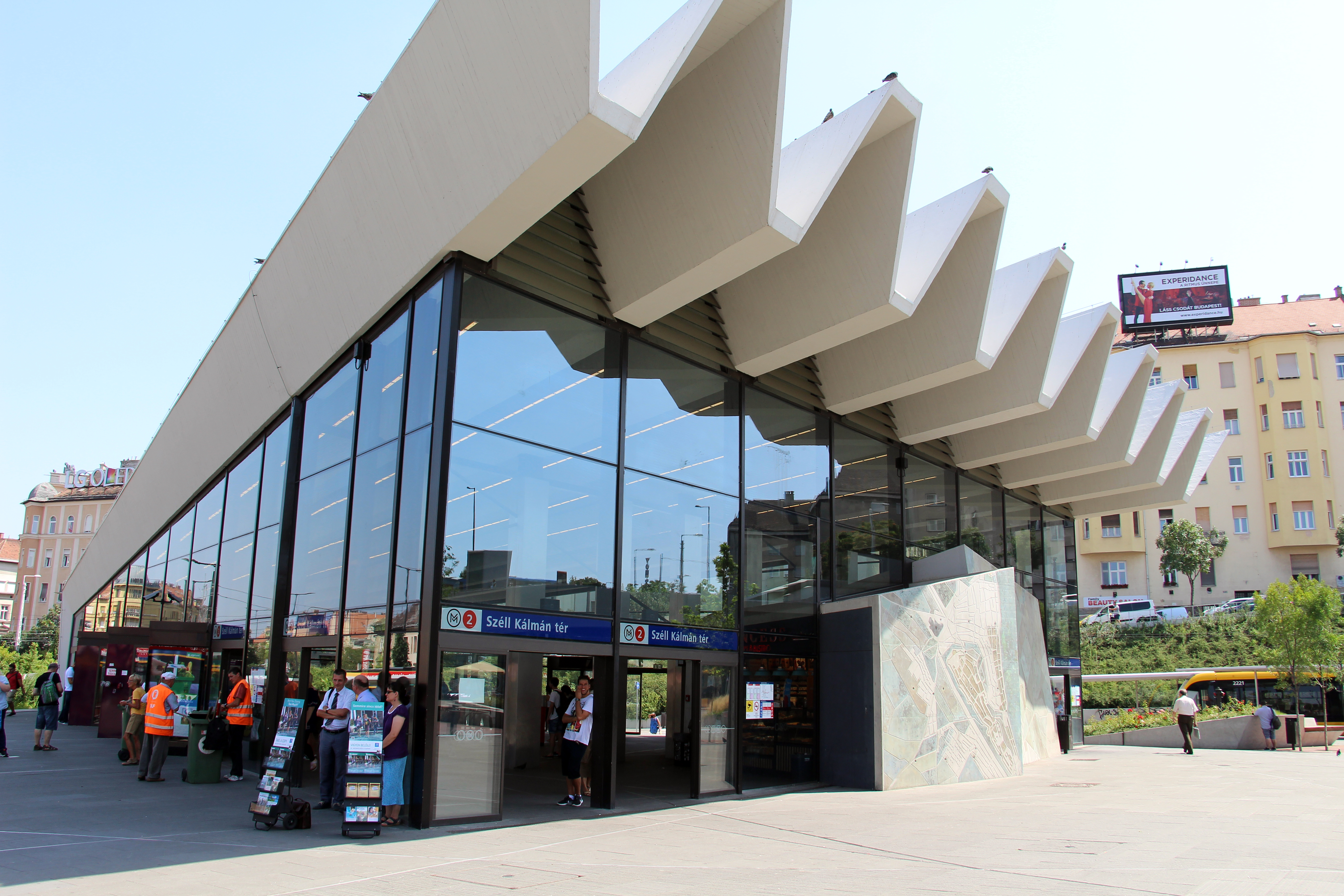
Zugang

## Verbindungen
- Bus: 5, 16, 16A, 21, 21A, 22, 22A, 39, 91, 102, 116, 128, 129, 139, 140, 140A, 149, 155, 156, 221, 222
- Tram: 4, 6, 17, 56, 56A, 59, 59A, 59B, 61
- Volán Regionalbus: 781, 782, 783, 784, 785, 786, 787, 789, 791, 793, 794, 795